# Australië op de Olympische Winterspelen 1984
Tijdens de Olympische Winterspelen van 1984, die in Sarajevo (Joegoslavië) werden gehouden, nam Australië voor de tiende keer deel.

## Deelnemers en resultaten

### Alpineskiën
| Olympiër      | Discipline       | Resultaat | Prestatie                       |
| ------------- | ---------------- | --------- | ------------------------------- |
| Alistair Guss | afdaling (m)     | 34e       | 1.50,57 (+4,98)                 |
| Steven Lee    | afdaling (m)     | 19e       | 1.48,02 (+2,43)                 |
| Steven Lee    | reuzenslalom (m) | DSQ-2     | run 1: run 2: gediskwalificeerd |
|               |                  |           |                                 |
| Marilla Guss  | afdaling (v)     | 28e       | 1.19,75 (+6,39)                 |

### Biatlon
| Olympiër    | Discipline | Resultaat | Prestatie                                    |
| ----------- | ---------- | --------- | -------------------------------------------- |
| Andrew Paul | 10 km (m)  | 50e       | 36.32,4 (+5.38,6) pen.: 3 (1 / 2)            |
| Andrew Paul | 20 km (m)  | 47e       | 1:26.38,7 (+14.46,0) pen.: 5 (0 / 2 / 1 / 2) |

### Kunstrijden
| Olympiër         | Discipline | Resultaat | Prestatie |
| ---------------- | ---------- | --------- | --- |
| Cameron Medhurst | mannen     | 19e       | verplichte figuren: 19e met 11,4 punten korte kür: 16e met 6,4 punten lange kür: 20e met 20.0 punten totaal: 37,8 punten |
| Vicki Holland    | vrouwen    | 21e       | verplichte figuren: 20e met 12,0 punten korte kür: 20e met 8,0 punten lange kür: 21e met 21,0 punten totaal: 41,0 punten |

### Langlaufen
| Olympiër     | Discipline | Resultaat | Prestatie            |
| ------------ | ---------- | --------- | -------------------- |
| Chris Allen  | 15 km (m)  | 64e       | 49.14,5 (+7.48,9)    |
| Chris Allen  | 30 km (m)  | 59e       | 1:45.07,7 (+16.11,4) |
| Chris Allen  | 50 km (m)  | 49e       | 2:44.19,1 (+28.23,3) |
| David Hislop | 15 km (m)  | 59e       | 47.25,5 (+5.59,9)    |
| David Hislop | 30 km (m)  | 57e       | 1:43.46,2 (+14.49,9) |
| David Hislop | 50 km (m)  | 48e       | 2:39.53,1 (+23.57,3) |

### Schaatsen
| Olympiër      | Discipline   | Resultaat | Prestatie         |
| ------------- | ------------ | --------- | ----------------- |
| Colin Coates  | 1500 m (m)   | 37e       | 2.08,13 (+9,77)   |
| Colin Coates  | 5000 m (m)   | 25e       | 7.38,08 (+25,80)  |
| Colin Coates  | 10.000 m (m) | 22e       | 15.21,73 (+41,83) |
| Mike Richmond | 500 m (m)    | 22e       | 39,47 (+1,28)     |
| Mike Richmond | 1000 m (m)   | 27e       | 1.19,53 (+3,73)   |
| Mike Richmond | 1500 m (m)   | 34e       | 2.04,62 (+6,26)   |

Andorra · Argentinië · Australië · België · Bolivia · Bondsrepubliek Duitsland · Britse Maagdeneilanden · Bulgarije · Canada · Chili · China · Chinees Taipei · Costa Rica · Cyprus · Duitse Democratische Republiek · Egypte · Finland · Frankrijk · Griekenland · Groot-Brittannië · Hongarije · IJsland · Italië · Japan · Joegoslavië · Libanon · Liechtenstein · Marokko · Mexico · Monaco · Mongolië · Nederland · Nieuw-Zeeland · Noord-Korea · Noorwegen · Oostenrijk · Polen · Puerto Rico · Roemenië · San Marino · Senegal · Sovjet-Unie · Spanje · Tsjecho-Slowakije · Turkije · Verenigde Staten · Zuid-Korea · Zweden · Zwitserland